# 周國豐 (唱片騎師)
周國豐（英語：Brian Chow Kwok-fung，1970年4月27日—），前香港唱片騎師，1980年代曾是香港童星，於教育電視演出。他曾任香港電台第二台、香港電台普通話台台長及電台及節目策劃總監，也是一位電視節目主持人。他於2021年離職前是香港電台助理廣播處長（電台及節目策劃）。2023年5月上任博愛醫院副總幹事（企籌、教育及資訊科技）。

## 背景

### 早年生活
周國豐是潮州人，有3兄1姊（其中二哥是中文科補習名師周勤才），1970年生於九龍城，早年居住於九龍城城南道舊樓，後入住東頭邨，1982年畢業於獻主會溥仁小學下午校，中學階段入讀彩虹邨天主教英文中學（1987年中五），後轉到民生書院完成學業（1989年中七）。其中入讀溥仁小學時是合唱團成員，轉讀民生書院時則被老師發掘成為校內游泳隊成員。他在校時讀書成績優異，曾於1983年參加由香港電台與香港小童群益會合辦的「一九八三年全港公開兒童故事演講比賽」，並且贏得冠軍，又與同學參加學校歌唱比賽，更代表學校參加過電視台節目參加《溫故知新》和參與教育電視演出。
預科畢業，他便因沒有理想，出於只想隨意取得一個大學學位兼不需多花時間唸書的心態下，於香港理工學院完成商業管理文憑課程。此前他已透過「跨國業餘DJ大賽」接觸播音員事業（該屆冠軍為郭偉安，兩人音樂節目風格相似卻無緣合作），在華僑日報主辦的1989年度全港學生暑期歌唱大賽中獲得亞軍（1990年再度參加同一賽事）。另外還在香港卡啦OK大賽贏得冠軍。

### 事業發展
1989年起，周國豐通過張文新的面試，任職香港電台兼職唱片騎師，1991年於九一上海亞洲音樂節新人歌唱比賽賽事中奪得銀獎。同年以《月半小夜曲》參加第10屆新秀歌唱大賽，10強止步。他投身廣播界初年主持《中文歌集》，但一度認為自己改不掉朗誦式的說話方式，加上自己的性格也不適合在該行業發展而打算轉行。於是他應徵航空公司管理培訓生和銀行職員崗位，最後受加薪幅度打動而獲倪秉郎挽留。到了1998年才正式當上全職香港電台員工。
入職期間，他被張文新及倪秉郎安排跟進歌星統籌項目，要與唱片公司多加聯繫，曾協助籌備全球華語歌曲排行榜音樂會頒獎禮，也曾為多年十大中文金曲頒獎音樂會擔任總策劃及歌手藝人聯絡工作，2000年代初升任香港電台第二台節目監製。基於常與娛樂公司維繫關係，他在2001年被一本周刊誤指常與唱片公司高層接觸，令英皇集團歌手於歷年十大中文金曲頒獎音樂會中獲得獎項，未幾遭到亷政公署調查；事後獲香港電台公開澄清事件為不實報道。之後他以介紹中國內地樂壇為目標主持相關廣播節目《國風國豐》，在節目內找來張敬軒作搭擋。2006年專責主理幕後行政工作，歷任香港電台第二台台長、香港電台普通話台副台長/台長及電台以及新媒體及節目協作總監。至2010年代末，周國豐獲晉升為香港電台總監（電台）。2020年9月接任香港電台助理廣播處長（電台及節目策劃）。
2021年4月26日香港電台表示，周國豐以家庭理由已向廣播處長提出請辭，7月9日正式離任。據了解，他將於5月7日起放假。同年9月，無綫電視製作團隊之中有製作人員與周國豐相熟，碰巧對方當時剛加入無綫電視，於是遊說他擔任正籌備的歌唱節目《中年好聲音》的評判。結果周國豐於11月得到公務員事務局批准，正式亮相該節目。他離職後計劃朝青年事務方面另覓發展路向。2023年5月獲委任為博愛醫院副總幹事（企籌、教育及資訊科技）。

## 個人生活
2004年，周國豐經香港電台同事羅啟新認識藝人利嘉兒，2人繼而迅速發展戀情，拍拖不夠3個月已視對方為理想對象。2005年11月9日，周國豐與利嘉兒結婚，在太平山的山頂餐廳舉行婚宴，但沒有正式註冊。婚後，周與利在跑馬地居住，常被拍到拖手逛街。直至2008年4月，2人宣布因相處不來已經分開，因當日沒有註冊結婚，故無需辦理離婚手續。現時，雙方聲稱彼此只是好友。

## 參與節目

### 電台主持
- 《中文歌曲龍虎榜》[30]
- 《中文歌集》
- 《輕談淺唱不夜天》
- 《晨光第一線》[31]
- 《國風國豐》
- 《娛樂滿天星》[32]

### 電視台
- 1995年：《花弗新世界》嘉賓（第17集；無綫電視）
- 2005年：《冷知識衝動》主持（亞洲電視）[33]
- 2009年：《亞洲星光大道》評審（亞洲電視）
- 2010年：《亞洲星光大道2》評審（亞洲電視）
- 2010年：《亞洲星光大道3》評審（亞洲電視）
- 2022年-2023年：《中年好聲音》評審（無綫電視）
- 2023年：《中年好聲音紅白大戰》評審（無綫電視）
- 2023年-2024年：《中年好聲音2》評審（無綫電視）
- 2024年：《中年好聲音2紅白大戰》評審（無綫電視）

### 網上節目
·2023年起：《週五有周伍》（與 伍仲衡合作主持）（直播形式）

## 演出作品

### 電影
- 2000年：煙飛煙滅 飾 Duncan

### 配音作品
- 2007年：《蜜蜂電影》[34]

## 外部連結
- 周國豐的新浪微博
- 周國豐Facebook專頁「Brian Chow」
- 香港電台第一台「守下留情」周國豐訪問（1），2023年1月2日
- 香港電台第一台「守下留情」周國豐訪問（2），2023年1月3日
- 香港電台第一台「守下留情」周國豐訪問（3），2023年1月4日
- 香港電台第一台「守下留情」周國豐訪問（4），2023年1月9日
- 香港電台第一台「守下留情」周國豐訪問（5），2023年1月10日
- 香港電台第一台「守下留情」周國豐訪問（6），2023年1月11日